# Gath Rimmon (Manasès)
Gath Rimmon fou una antiga ciutat de Palestina en territori de la tribu de Manasès, a l'oest del riu Jordà i esmentada a Josh 21:25. La diferent transcripció del nom (al Còdex Alexandrinus se li diu Baithsa, al Còdex Vaticanus Jebatha i a 1 Ch 6:70 Bilean) ha portat a creure que en realitat es tractaria d'Ibleam, una ciutat dels cananeus que va passar als jueus però va mantenir la població cananea, i que és avui Belameh, prop de Jenín (a 1 km).